# إيتاكوي
إيتاكوي هي بلدية في البرازيل، وتقع في الجزء الجنوبي الغربي من ولاية ريو غراندي دو سول، بالقرب من الحدود الأرجنتينية، بين أوروجوايانا وساو بورخا. تقع على ارتفاع متوسط يبلغ 57 متر (187   قدم)، بجانب نهر أوروغواي. ويقدر عدد سكانها حاليا ب 42000.

## الجغرافيا
تحتوي البلدية على جزء من 4,392 هكتار (10,850 أكر) محمية دوناتو البيولوجية التي هي محمية مقيدة بشدة تم إنشاؤها في عام 1975 وتحمي مساحة من الأراضي الرطبة على نهر بوتوي، أحد روافد نهر أوروغواي.

## السياسة
كان أول رئيس بلدية للمدينة فيليبي نيري دي أغيار (1896-1900).

## الفنون
تم بناء مسرح بريزيودوفسكي Prezewodowski في عام 1883 وهي واحدة من الأقدم في أمريكا الجنوبية. وهي مبنية مع واجهة 15 مترا - سمة هامة هي قاعة المحمول، والتي، مع آلية خاصة، تضع مستوى الطابق الرئيسي مع المسرح، لكافة الأحداث. تم تزيين الواجهة فوق المدخل الرئيسي بشرفة مدخل مع عمودين رومانيين. توجد النوافذ على جانبي هذا المدخل الرئيسي في الطابق الأرضي والطابق الأول، ويحتوي الطابق الأول على بابين مع أسوار من الحديد.

## الاقتصاد
إيتاكوي هي ثاني أكبر منتج للأرز في الولاية. شركة CAMIL INC. هي أكبر منتج للأرز في أمريكا اللاتينية. يستخدم الاسم التجاري لـ CAMIL في الأرز وزيت الصويا والفاصوليا. تم إنشاء الشركة في إيتاكوي في الستينيات. الآن لديها شركات تجارية كبيرة في ساو باولو والأوروغواي وفي العديد من المدن البرازيلية. 
جنبا إلى جنب مع فرع إيتاكوي، JOSAPAR INC. من مدينة بيلوتاس، فهي منتج للأرز الذي يحمل العلامة التجارية "TIO JOÃO" وهي ثاني أكبر شركة مصنعة للأرز في أمريكا اللاتينية. 

## روابط خارجية

### الإنجليزية
- (بالإنجليزية) البعثات اليسوعية (REDUCCIONES) في أمريكا الجنوبية.
- (بالإنجليزية) البعثات اليسوعية في أمريكا الجنوبية
- (بالإنجليزية) أجرى Cirque du Soleil - Helen Ball ، و Cinthia Beranek ، و Raquel Karro ، و Susanna Defraia Scalas ، و Zoey Tedstill ، و Stella Umeh تمريناتهم الشبيهة بأفعوانية على أرجوحة. . .
- (بالإنجليزية) Raquel Karro

### البرتغالية
- (بالبرتغالية) Itaqui - 1 ° RCMEC. - الفوج الأول من سلاح الفرسان الآلي
- (بالبرتغالية) Itaqui - الصور الجديدة والقديمة من Itaqui
- (بالبرتغالية) الملحن والكاتب جواو سامبايو
- (بالبرتغالية) الملحن والمطرب التون سلدانها
- (بالبرتغالية) الأبقار والأرز
- (بالبرتغالية) الإيطاليون من إيتاكي، نص من تأليف مانويليتو دي أورنيلاس[وصلة مكسورة] مانويليتو دي أورنيلاس
- (بالبرتغالية) O menário "Cruz Alta em Revista" publica، em 1929، "Chico: um conto de Natal" que، por insistência do jornalista Prado Júnior، Erico havia approvido. O colega de boticário e escritor Manoelito de Ornellas envia ao editor da "Revista do Globo"، em Porto Alegre، os contos "Ladrão de gado" e "A tragédia dum homem gordo"، onde، aprovadas، foram publicadas.
- (بالبرتغالية) 1913، ليندا دو سول بقلم ج. سيميز لوبيز نيتو (باللغة البرتغالية)
- (بالبرتغالية) Movimento Tradionalista Gaúcho
- (بالبرتغالية) باجينا دو جاوتشو
- (بالبرتغالية) تياترو بريزيودوفسكي دي 1883
- (بالبرتغالية) Rádio Cruzeiro do Sul - AM - 3 صباحًا حتى 9 مساءً بتوقيت جرينتش
- (بالبرتغالية) Rádio Pitangueira - AM
- (بالبرتغالية) Rádio Pitangueira - FM
- (بالبرتغالية) Rádio Liberdade - FM